# Riserva naturale Montecellesi
La riserva naturale Montecellesi è un'area naturale protetta della regione Toscana istituita nel 1980.
Occupa una superficie di 3,54 ha nella provincia di Siena.

## Fauna
Il parco è popolato da una numerosa presenza di fagiani, caprioli e cinghiali